# Ore wa Tokoton Tomaranai!!
Ore wa Tokoton Tomaranai!! é um single de Hironobu Kageyama lançado pela TEAM Entertainment em 23 de fevereiro de 2005.

## Produção
O single possui duas canções (e suas versões instrumentais). Ambas expandem a carreira de Kageyama como cantor de músicas para a franquia Dragon Ball. A faixa título foi composta para ser a abertura do jogo Dragon Ball Z: Budokai 3. Já a outra faixa, "Kusuburu heart ni Hi wo Tsukero!!", foi a abertura do jogo Dragon Ball Z: Budokai 2.
A letrista Yuriko Mori também já havia trabalhado em diversas músicas da franquia, além de ter criado letras para canções de vários outros animes e séries de tokusatsu. O mesmo pode ser dito para o compositor e arranjador Kenji Yamamoto.
Steve Lukather, Mike Porcaro e Simon Phillips, da banda Toto, tocaram, respectivamente, guitarra, baixo e bateria nas gravações de ambas as músicas. Elas também contaram com membros da banda Tower of Power. Emilio Castillo, Tom Politzer e Stephen Doc'Kupka tocaram saxofone enquanto Mike Bogart e Adolfo Acosta tocaram trompete.

## Recepção
O single chegou à 81ª posição no Oricon Singles Chart.
Ao analisar o single, o CD Journal exaltou o cantor, dizendo que "seus típicos e poderosos vocais rugem pela música".
Em sua crítica do single "Battle of Omega", também de Dragon Ball com Kageyama como cantor, Mike LaBrie do Daizenshu EX a comparou com "Ore wa Tokoton Tomaranai!!", considerando ambas extremamente similares.

## Faixas
| N.º            | Título                                             | Letras         | Música         | Arranjo        | Duração |  |
| 1.             | "Ore wa Tokoton Tomaranai!!"                       | Y. Mori        | K. Yamamoto    | K. Yamamoto    | 3:49    |  |
| 2.             | "Kusuburu heart ni Hi wo Tsukero!!"                | Y. Mori        | K. Yamamoto    | K. Yamamoto    | 4:15    |  |
| 3.             | "Ore wa Tokoton Tomaranai!! (Instrumental)"        | instrumental   | K. Yamamoto    | K. Yamamoto    | 3:49    |  |
| 4.             | "Kusuburu heart ni Hi wo Tsukero!! (Instrumental)" | instrumental   | K. Yamamoto    | K. Yamamoto    | 4:12    |  |
| Duração total: | Duração total:                                     | Duração total: | Duração total: | Duração total: | 16:05   |  |